# T-Minus
 (août 2012).
Si vous disposez d'ouvrages ou d'articles de référence ou si vous connaissez des sites web de qualité traitant du thème abordé ici, merci de compléter l'article en donnant les références utiles à sa vérifiabilité et en les liant à la section « Notes et références ».
T-Minus, de son vrai nom Tyler Willams, (25 février 1988 - ) est un producteur canadien de musique hip-hop  et R&B d'Ajax en Ontario.
Il a produit pour des artistes tels que Ciara, Nicki Minaj, Plies, Ludacris, LeToya Luckett, Birdman, Lil Wayne, Kendrick Lamar, Wale, Drake, August Rigo, Diggy Simmons.